# زبابة سكلاتر
زبابة سكلاتر (الاسم العلمي: Sorex sclateri) (بالإنجليزية: Sclater's Shrew)‏ هي نوع من الحيوانات يتبع جنس الزبابة من فصيلة الزبابات.